# VAMTAC
VAMTAC（Vehículo de Alta Movilidad Táctico）は、スペインのウロベサ社が開発した四輪駆動汎用車。アメリカ軍などで使用されているハンヴィーと同じ開発コンセプトである。

## 武装
通常仕様では固有の武装を搭載していないが、一部の車両ではM2重機関銃を搭載しており、ルーマニア陸軍の車両にはDShKMを搭載した車両が確認されている。
また、BGM-71 TOWやミラン対戦車ミサイルを搭載した対戦車車両型やミストラル地対空ミサイルを搭載した対空車両型を開発している。

## 採用国
- ベルギー
- ドミニカ共和国
- マレーシア
- モロッコ
- オマーン - 2023年時点で、オマーン陸軍が保有している[1]。
- ポルトガル - 2006年にリース期限が切れた為、退役。
- ルーマニア
- スペイン
- ベネズエラ

## 派生型
VAMTAC i-3
T-3をもとにした基本型
VAMTAC S-3
T-5をもとにした基本型
VAMTAC S-3-HD
増加装甲搭載型

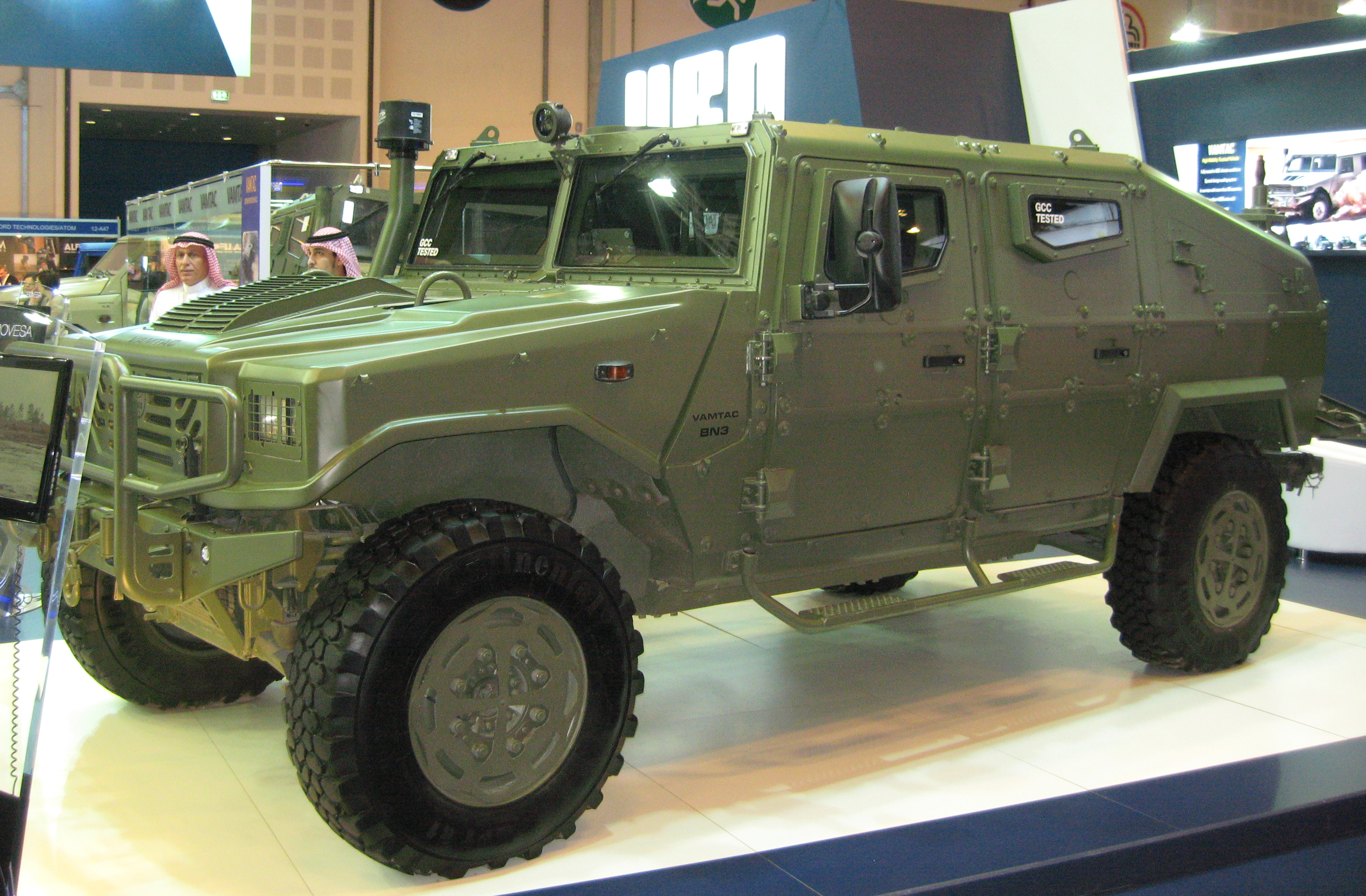
コンポシールド (en) が開発した増加装甲キットを装備したVAMTAC
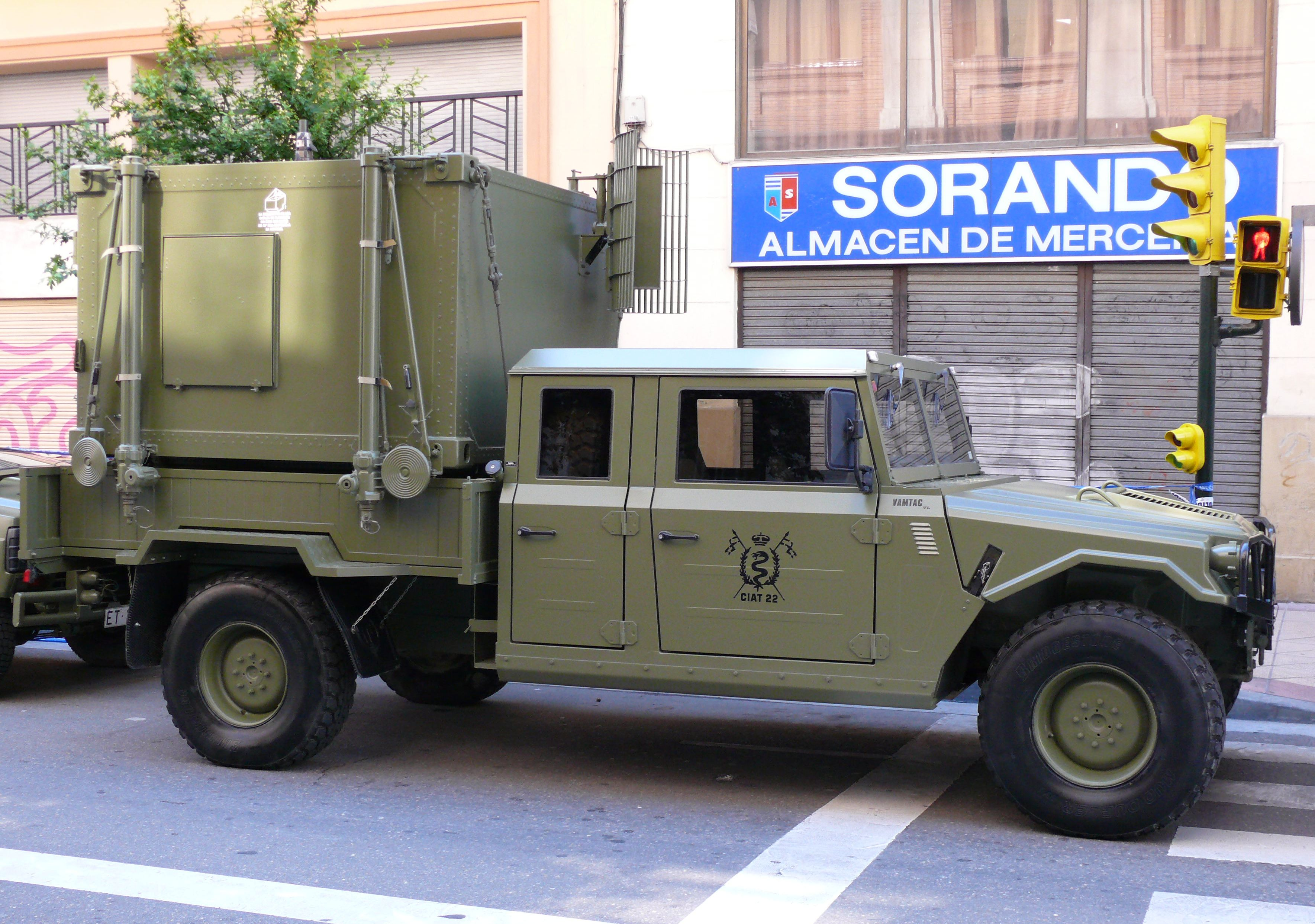
コマンドポスト型
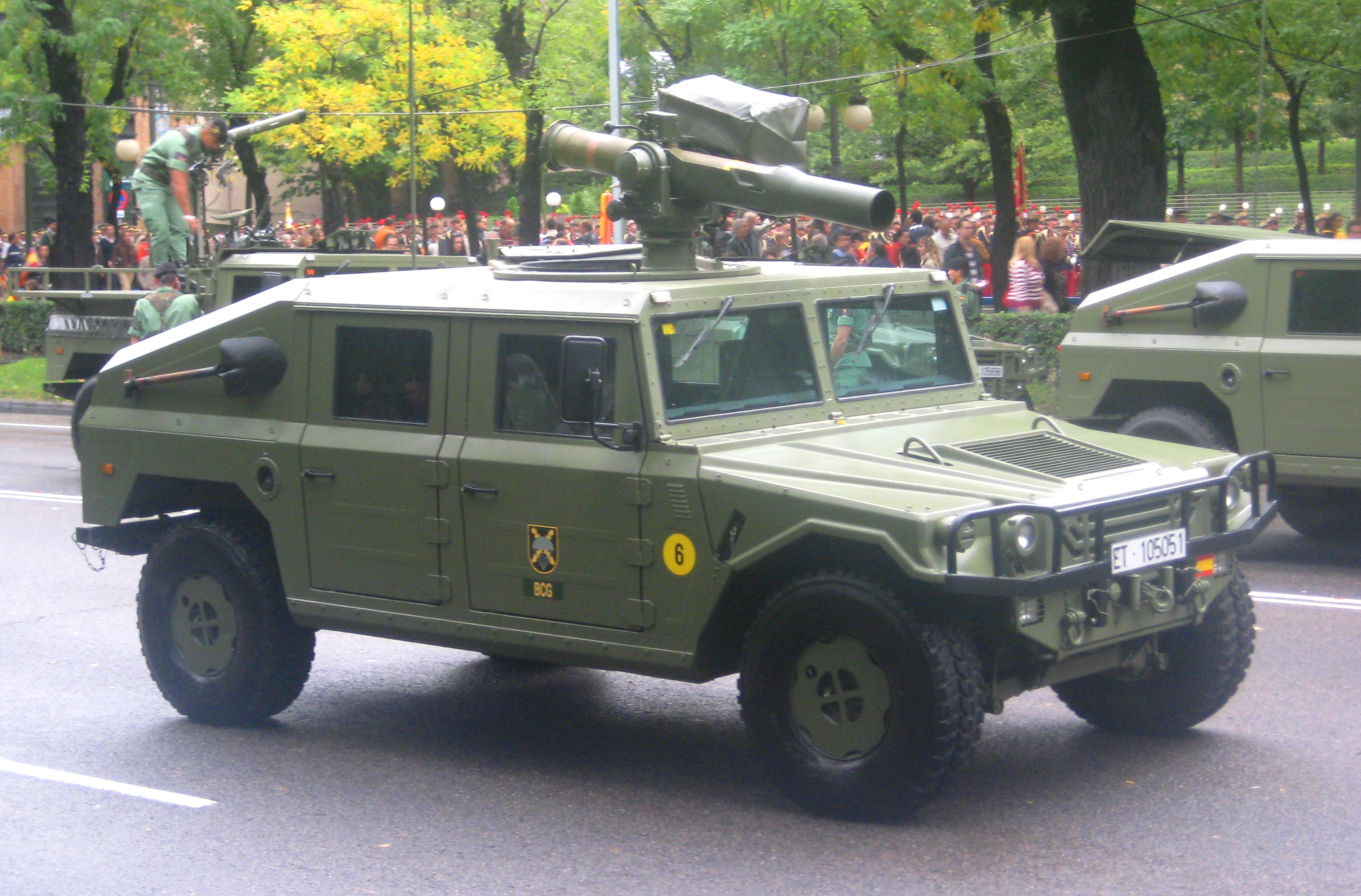
BGM-71 TOW対戦車ミサイルを装備したVAMTAC
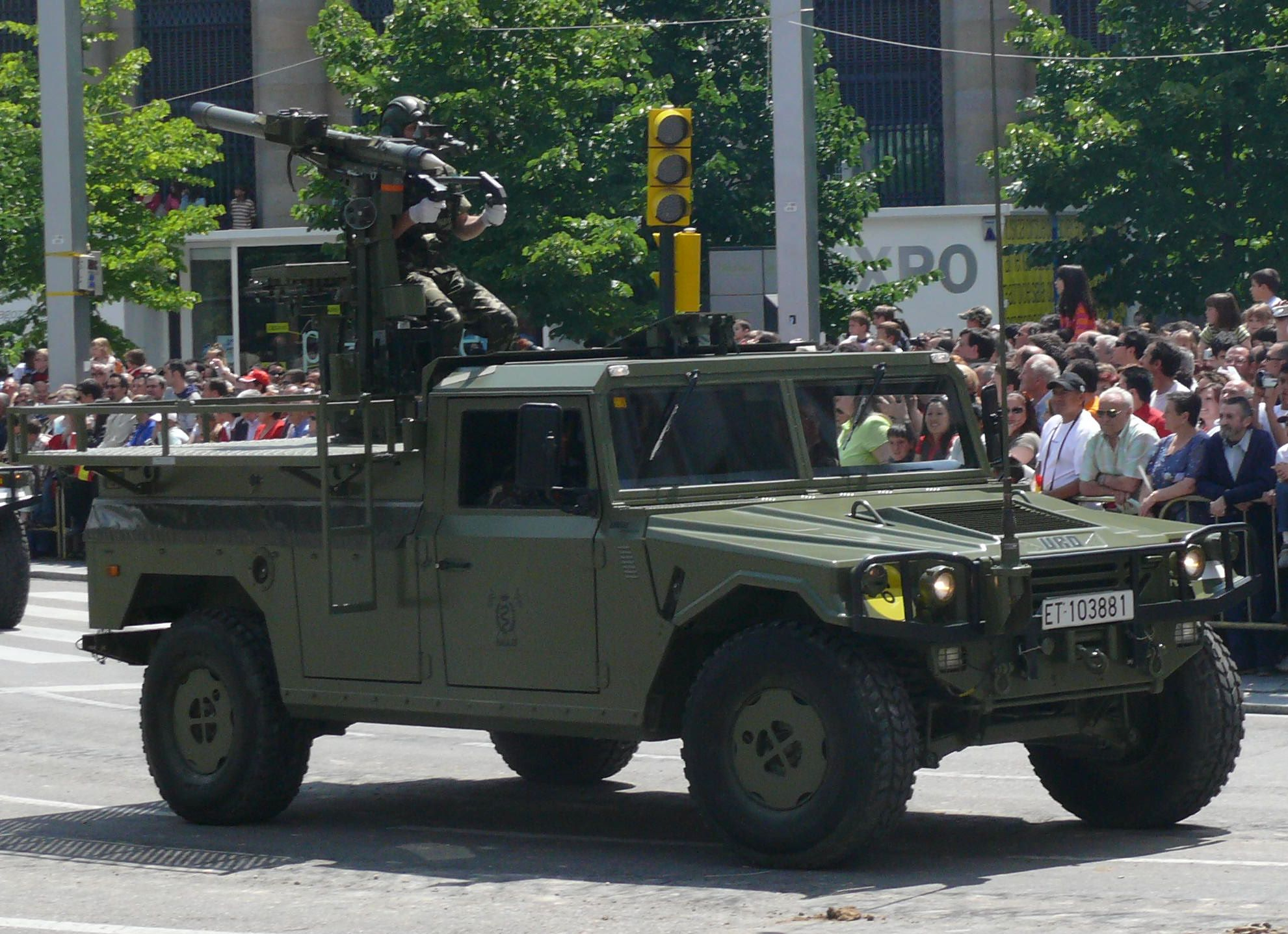
ミストラル地対空ミサイルを搭載したスペイン陸軍のVAMTAC
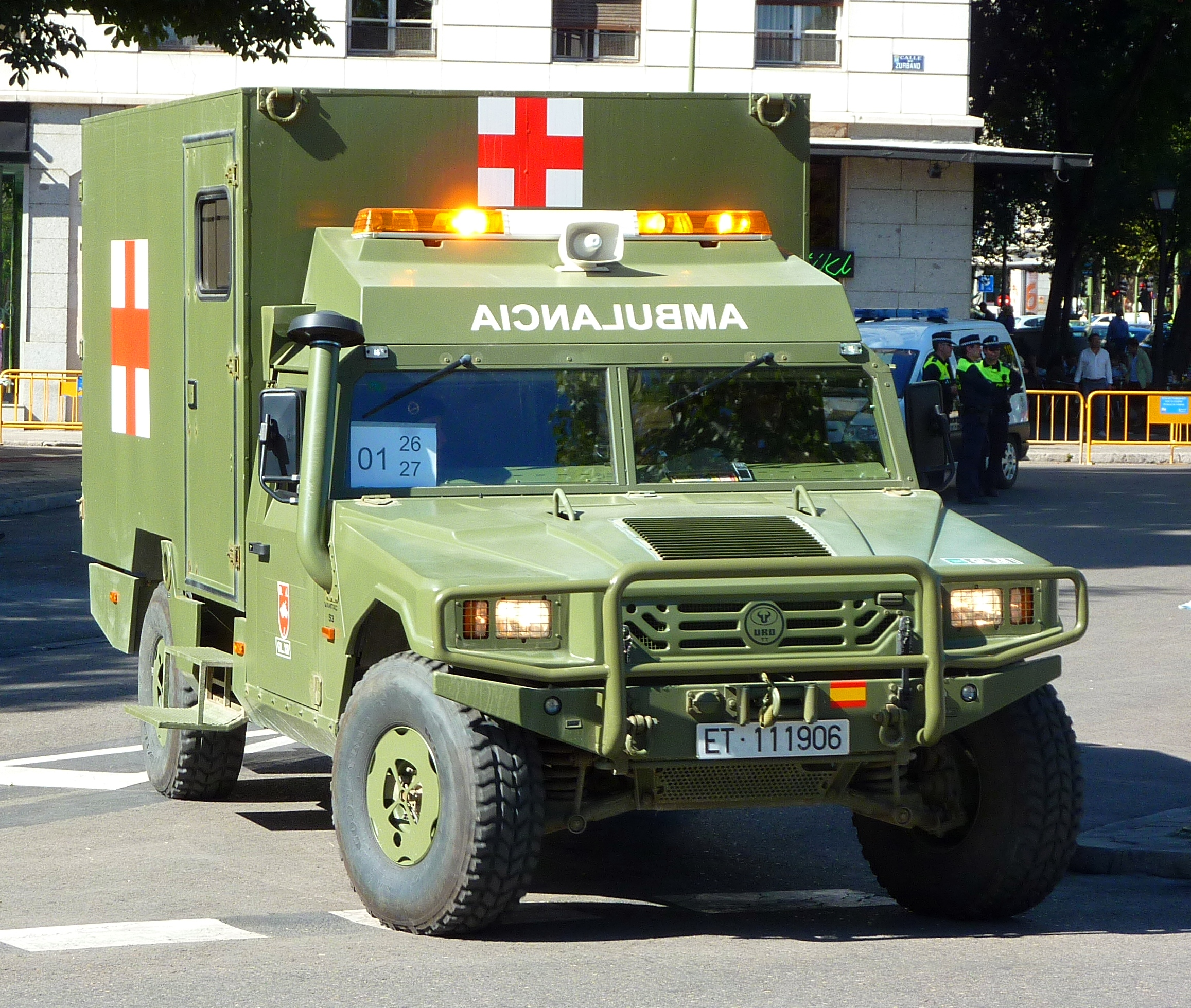
戦場救急車仕様